# Focus (televisieprogramma)
Focus is een Nederlands wetenschappelijk televisieprogramma van de NTR. Het programma volgde in 2023 het NTR-programma Atlas op als wetenschapsprogramma van de Nederlandse Publieke Omroep.
In het programma gaan presentatoren Petra Grijzen en Lara Billie Rense op zoek naar oplossingen voor actuele problemen in de wereld.

## NTR Wetenschap
Focus is de crossmediale titel van het platform NTR Wetenschap. Naast het tv-programma is er de Focus-podcast die wordt gepresenteerd door Lara Billie Rense. Het platform heeft een YouTube-kanaal en is actief op Facebook, X, LinkedIn, Instagram en TikTok.

## Titel van eerder programma
Focus was in 2018 de tijdelijke titel van het wetenschappelijk televisieprogramma De Kennis van Nu, dat door de NTR werd uitgezonden.